# Jaki Liebezeit
Jaki Liebezeit, rodným jménem Hans Liebezeit, (26. května 1938 Drážďany – 22. ledna 2017 Kolín nad Rýnem) byl německý bubeník. V šedesátých letech hrál v kapele jazzového trumpetisty Manfreda Schoofa. V roce 1968 spoluzaložil skupinu Can, ve které působil až do ukončení její činnosti v roce 1979. Později byla několikrát jednorázově obnovena i s Liebezeitem v sestavě. Od konce sedmdesátých let hrál na několika albech Michaela Rothera – Flammende Herzen (1977), Sterntaler (1977), Katzenmusik (1979) a Fernwärme (1982). V první polovině osmdesátých let nahrál tři alba jako člen skupiny Phantom Band. Spolupracoval s mnoha dalšími hudebníky, mezi něž patří například Pierre Bastien, Brian Eno (Before and After Science), Jah Wobble a Depeche Mode (Ultra). Zemřel na zápal plic ve věku 78 let.